# 24 décembre en sport
24 novembre 24 janvier
Chronologies thématiques
- Croisades
- Ferroviaires
- Disney

Le 24 décembre (358e jour de l'année ou 359e en cas d'année bissextile) en sport.

## Événements

### XIXesiècle
- 1862
  - (Hockey sur glace) : Ouverture du Victoria Skating Rink, qui est l'une des premières patinoires couvertes à Montréal. La patinoire accueillera beaucoup d'événements comme les bals costumés en patins et les premières parties de hockey. Ce bâtiment sera le premier au Canada à être électrifié.

## Naissances

### XVIIIesiècle
- 1798
  - William Clarke, joueur de cricket puis dirigeant sportif anglais. († 25 août 1856).

### XIXesiècle
- 1843 :
  - Charles Jeantaud, constructeur automobile, pilote automobile et homme d'affaires français. († 29 novembre 1906).
- 1861 :
  - John Ball, golfeur anglais. Vainqueur de l'Open britannique 1890. († 2 décembre 1940).
- 1882 :
  - Steve Casey, joueur de rugby à XV néo-zélandais. (8 sélections en équipe nationale). († 10 août 1960).
- 1886 :
  - Peco Bauwens, footballeur, arbitre et dirigeant sportif allemand. (1 sélection en équipe nationale). († 24 novembre 1963).

### XXesièclede1901à1950
- 1902 :
  - André Tassin, footballeur français. (5 sélections en équipe de France). († 7 mars 1974).
- 1904 :
  - Alexandre Villaplane, footballeur français. (25 sélections en équipe de France). († 27 décembre 1944).
- 1910 :
  - Ellen Braumüller, athlète de sauts et de lancers ainsi que du sprint allemande. Médaillée d'argent du lancer de javelot aux Jeux de Los Angeles 1932. († 10 août 1991).
- 1929 :
  - Lennart Skoglund, footballeur suédois. (11 sélections en équipe nationale). († 8 juillet 1975).
- 1933 :
  - Renée Colliard, skieuse alpine suisse. Championne olympique du géant aux Jeux de Cortina d'Ampezzo 1956.
- 1937 :
  - Félix Miéli Venerando, footballeur brésilien. Champion du monde de football 1970. (39 sélections en équipe nationale). († 24 août 2012).(† 24 août 2012).
- 1941 :
  - Howden Ganley, pilote de F1 néo-zélandais.
- 1943 :
  - Gary Dineen, hockeyeur sur glace canadien. († 1er avril 2006).
- 1944 :
  - Jean-Louis Clarr, pilote de rallyes automobile français.
- 1946 :
  - Patrick Vial, judoka français, médaillé de bronze aux Jeux olympiques d'été de 1976 à Montréal, il est le premier français médaillé olympique en judo.
- 1948 :
  - Michel Robert, cavalier de saut d'obstacles français. Médaillé de bronze de sauts d'obstacles par équipes aux Jeux de Séoul 1988 puis aux Jeux de Barcelone 1992. Champion du monde de saut d'obstacles par équipes 1986.
- 1949 :
  - Warwick Brown, pilote de F1 et d'endurance automobile australien.

### XXesièclede1951à2000
- 1952 :
  - Patrick Pons, pilote de vitesse moto français. Champion du monde de vitesse moto en 750 cm3 1979. († 12 août 1980).
- 1968 :
  - Kevin Lynch, basketteur américain.
- 1971 :
  - Dave Morissette, hockeyeur sur glace canadien.
- 1973 :
  - Frédéric Demontfaucon, judoka français. Médaillé de bronze des -90 kg aux Jeux de Sydney 2000. Champion du monde de judo des -90 kg 2001.
  - Eddie Pope, footballeur américain. (82 sélections en équipe nationale).
- 1974 :
  - Tadjou Salou, footballeur togolais. (15 sélections en équipe nationale). († 2 avril 2007).
- 1978 :
  - Josh Asselin, basketteur américano-dominicain.
  - Souleymane Diawara, footballeur sénégalais.
- 1979 :
  - Ferenc Róth, footballeur hongrois.
- 1980 :
  - Geoffrey Dernis, footballeur français.
- 1981 :
  - José Miguel Cáceres, volleyeur dominicain.
- 1982 :
  - Mikaël Roche, footballeur franco-tahitien. Champion d'Océanie de football 2012.
- 1985 :
  - Mirna Mazić, basketteuse croate.
  - Fabiano Joseph Naasi, athlète de fond tanzanien. Champion du monde de semi-marathon 2005.
  - Matt Targett, nageur australien. Médaillé d'argent du 4 × 100 m 4 nages et médaillé de bronze du relais 4 × 100 m aux Jeux de Pékin 2008. Champion du monde de natation du relais 4 × 100 m 2011.
- 1986 :
  - Charlie Faumuina, joueur de rugby à XV néo-zélandais puis samoan. Champion du monde de rugby à XV 2015. Vainqueur des The Rugby Championship 2012, 2013, 2014 et 2016 ainsi que de la Coupe d'Europe 2021. (50 sélections avec l'équipe nationale de Nouvelle-Zélande et 3 avec celle de Samoa).
  - Kyrylo Fesenko, basketteur ukrainien.
- 1988 :
  - Dušan Cvetinović, footballeur serbe.
  - Nikola Mektić, joueur de tennis croate.
- 1989 :
  - Dion Dixon, basketteur américain.
  - Steve Johnson, joueur de tennis américain.
  - Diafra Sakho, footballeur sénégalais. (10 sélections en équipe nationale).
- 1991 :
  - Eric Moreland, basketteur américain.
- 1992 :
  - Serge Aurier, footballeur franco-ivoirien. (29 sélections avec l'équipe de Côte d'Ivoire).
  - P. J. Hairston, basketteur américain.
- 1993 :
  - Prince-Désir Gouano, footballeur français.
- 1994 :
  - Frédéric Guilbert, footballeur français.
  - Ève Périsset, footballeuse française.
- 1995 :
  - Anett Kontaveit, joueuse de tennis estonienne.
  - Fabrice Ondoa, footballeur camerounais.
- 1996 :
  - Jack Willis, joueur de rugby à XV anglais. (2 sélections en équipe nationale).
- 1998 :
  - Alexis Mac Allister, footballeur argentin.

### XXIesiècle
- 2004 :
  - Yves Erick Bile, footballeur ivoirien.

## Décès

### XXesièclede1901à1950
- 1913 :
  - Louis Sockalexis, 42 ans, joueur de baseball américain. (° 24 octobre 1871).

### XXesièclede1951à2000
- 1957 :
  - Maurice Schilles, 69 ans, cycliste sur piste français. Champion olympique du tandem et médaillé d'argent des 5 km aux Jeux de Londres 1908. (° 26 février 1888).
- 1986 :
  - Alfred Gérard, 67 ans, footballeur français. (° 5 octobre 1919).
- 1990 :
  - Rodolfo Orlando Orlandini, 85 ans, footballeur argentin. Vainqueur de la Copa América 1929. (10 sélections en équipe nationale). (° 1er janvier 1905).
- 1998 :
  - Syl Apps, 83 ans, hockeyeur sur glace et athlète de sauts canadien. (° 18 janvier 1915).

### XXIesiècle
- 2001 :
  - René Alpsteg, 81 ans, footballeur français. (12 sélections en équipe de France). (° 3 décembre 1920).
- 2010 :
  - Frans de Munck, 88 ans, footballeur puis entraîneur néerlandais. (31 sélections en équipe nationale). (° 20 août 1922).
- 2018 :
  - Jozef Adamec, 76 ans, footballeur et ensuite entraîneur tchécoslovaque puis slovaque. (44 sélections avec l'équipe de Tchécoslovaquie). Sélectionneur de l'équipe de Slovaquie de 1999 à 2002. (° 26 février 1942).